# Tamarix africana
Tamaris d'Afrique, Tamaris d'Espagne, Takahout du Maroc
Espèce
Statut de conservation UICN

 LC  : Préoccupation mineure
Tamarix africana, le Tamaris d'Afrique, Tamaris d'Espagne ou Takahout du Maroc, est une espèce d'arbustes de la famille des Tamaricaceae, endémique de la région méditerranéenne.

## Description
Ce sont des arbrisseaux d'une hauteur de 2 à 3 m, voire des arbres ou arbustes atteignant jusqu'à 5 m de haut. Les rameaux sont étalés, moins effilés, à feuilles largement blanches-scarieuses aux bords et au sommet, vertes, acuminées, embrassantes et élargies à la base, à limbe lancéolé, longues de 1,5 à 2,5 mm, croissant après l'apparition des fleurs. Les bractées sont oblongues, dépassant le pédicelle, rarement l'extrémité du calice. Les sépales, longs de 1,5 mm, ont les bords subentiers ; les pétales sont ovales, longs de 2 à 3 mm. Les fleurs sont roses ou blanches, assez grandes, ovoïdes dans le boulon, en épis épais et oblongs-cylindriques, longs de 3 à 7 cm et larges de 5 à 9 mm. Le disque a trois angles aigus portant cinq étamines non saillantes, anti-sépales, aux filets confluents avec les lobes du disque à nectar, tous issus du bord du disque, et aux anthères mutiques et obtuses. Les fruits sont des capsules ovoïdes-trigones, insensiblement atténuées au sommet.

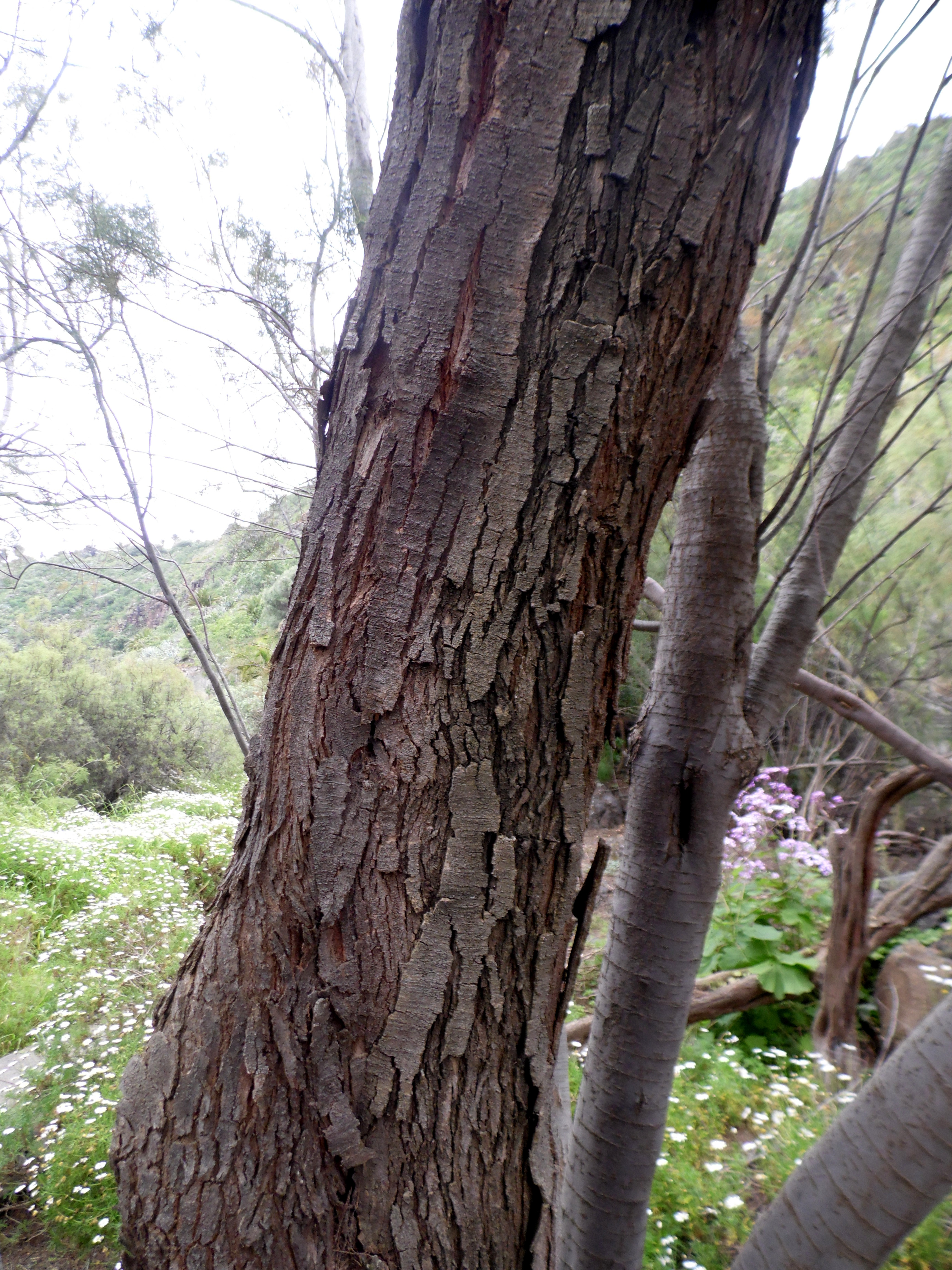
Tronc.
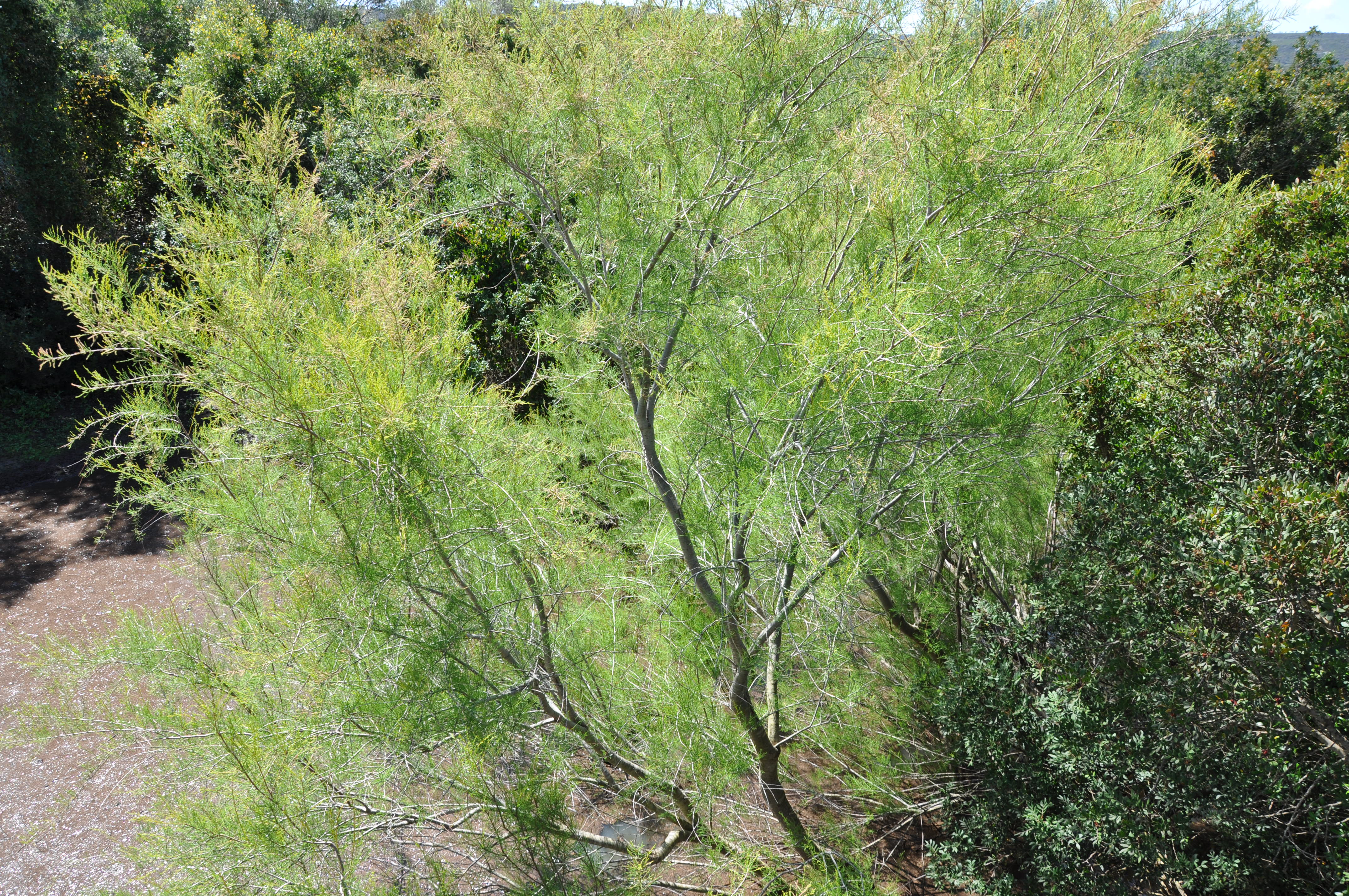
Feuillage.
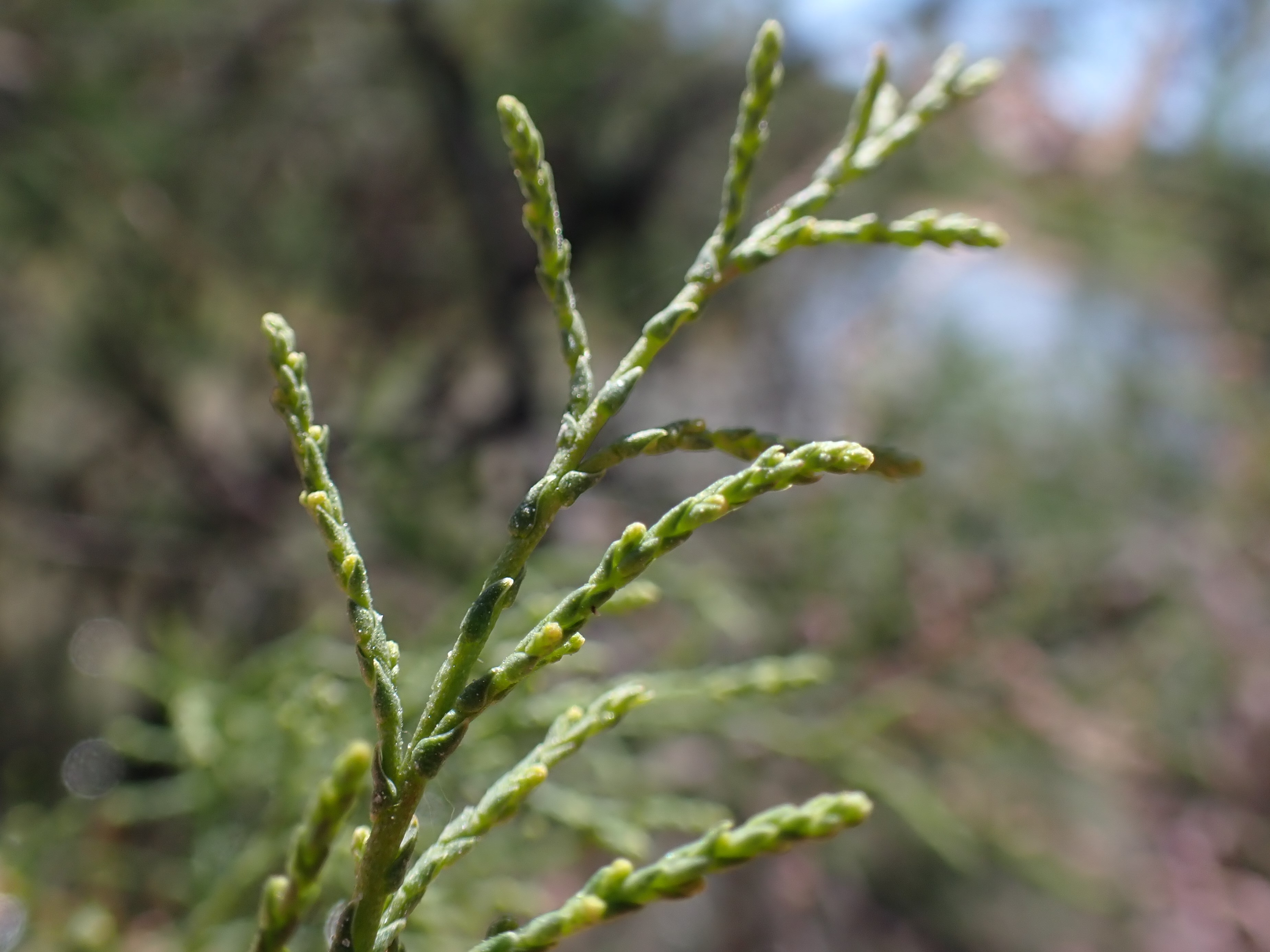
Extrémité des rameaux.
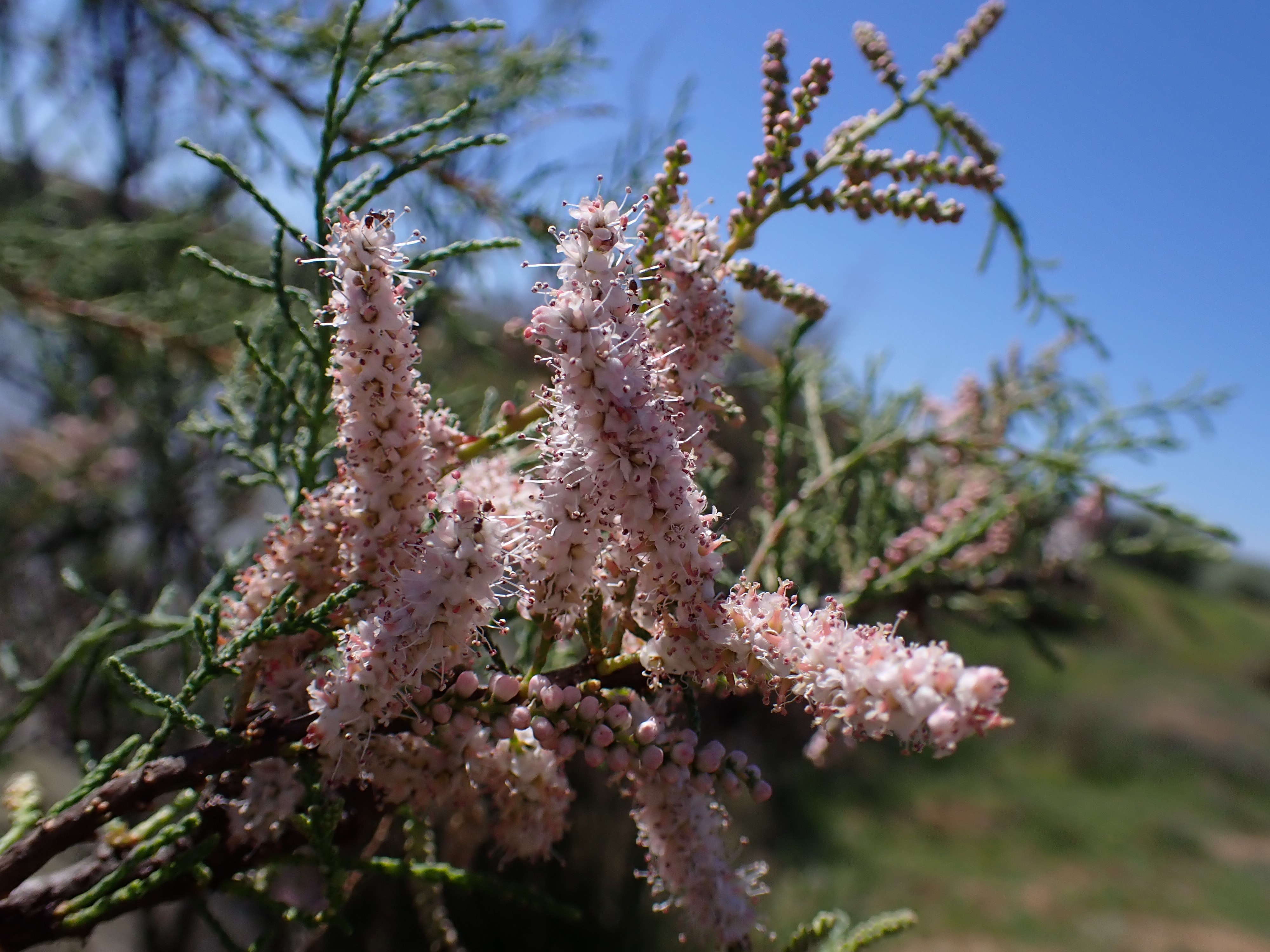
Inflorescences.
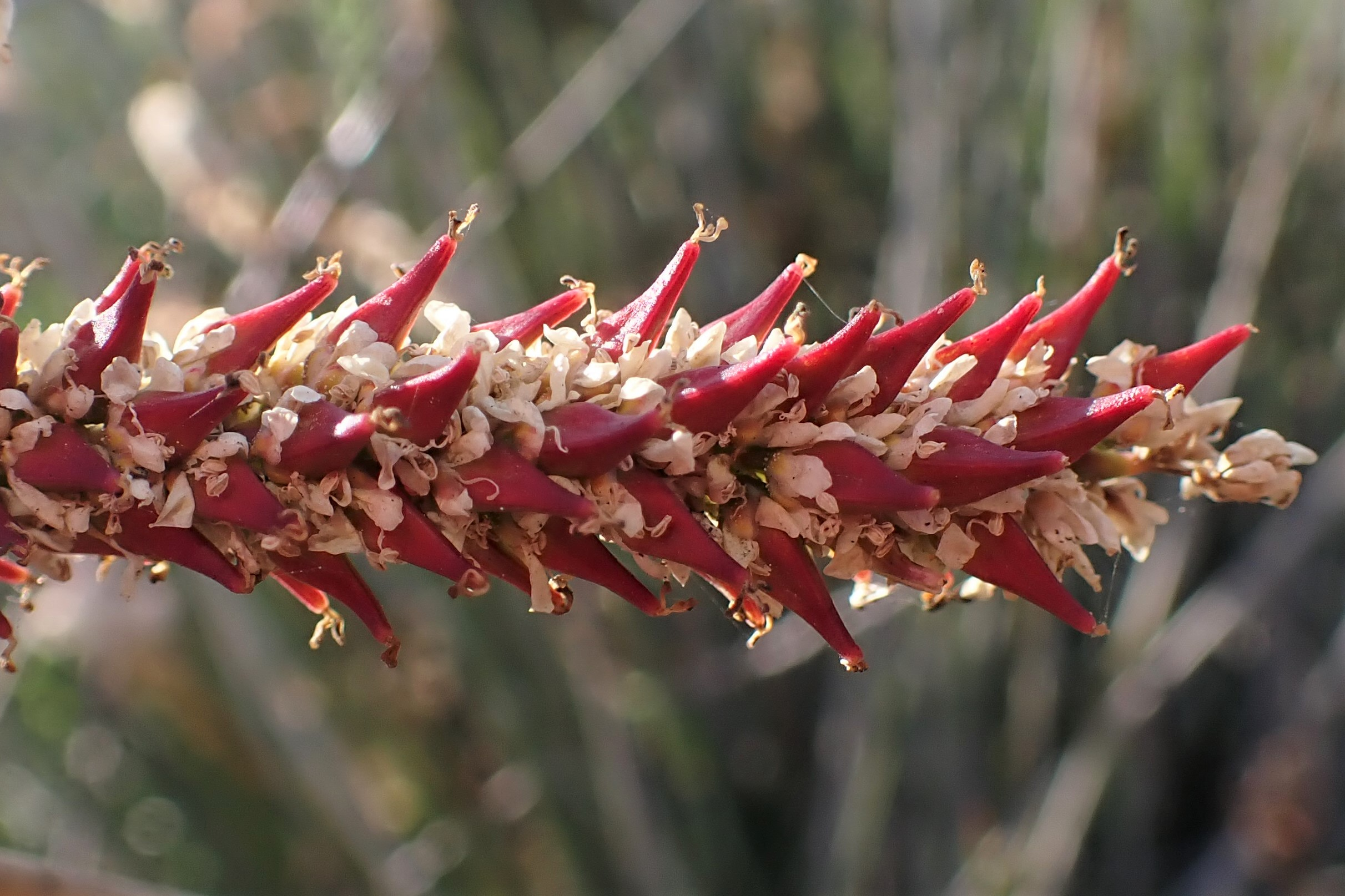
Fruits naissants.

## Répartition
C'est une espèce endémique de l'ouest de la région méditerranéenne, qui se rencontre naturellement dans les pays suivants : Algérie, Croatie, Espagne, France, Italie, Libye, Malte, Maroc, Portugal et Tunisie. L'espèce a été introduite aux États-Unis et en Angleterre,. Elle est souvent plantée dans les zones urbaines et pour prévenir les glissements de terrain sur les pentes et escarpements.

## Habitat et écologie

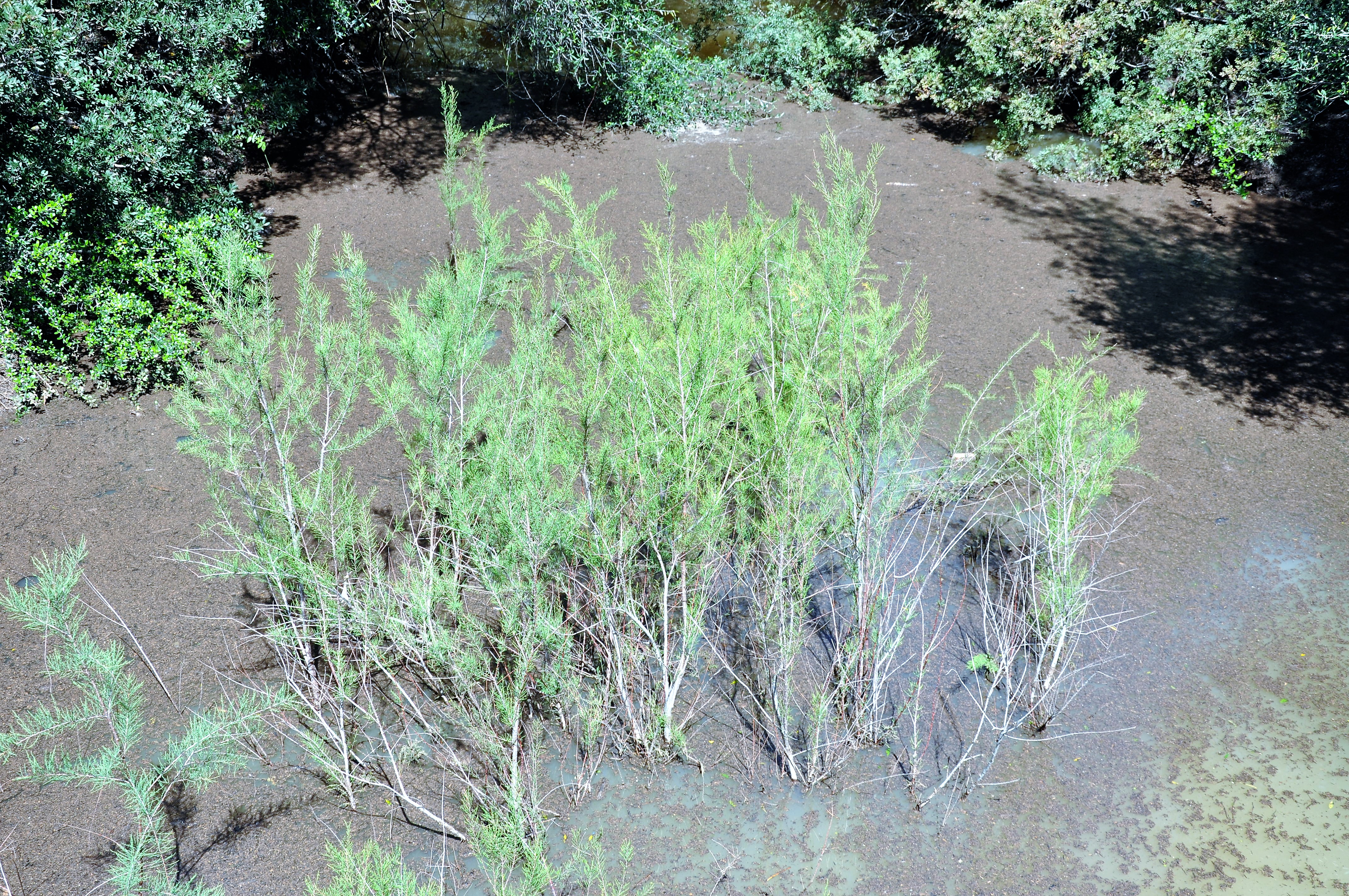
Spécimens en Espagne.

L'espèce est halotolérante et forme couramment des fourrés le long des rivières saisonnières et des ravins dans les zones sèches, dont les berges et les lits accumulent un certain degré de salinité. Avec Tamarix gallica, elle peut pousser de manière éparse dans les rivières d'eau douce. Elle peut également pousser sur les dunes de sable et, dans une certaine mesure, dans les marais salants, mais elle y est beaucoup moins compétitive que les espèces plus halophytes telles que Tamarix boveana. Elle se rencontre jusqu'à 1 200 m d'altitude.

## Systématique
Le nom correct complet (avec auteur) de ce taxon est Tamarix africana Poir., 1789.
Ce taxon porte en français les noms vulgaires « Tamaris d'Afrique,, » (aussi orthographié « Tamarix d'Afrique »), « Tamaris d'Espagne », « Takahout du Maroc ».
Tamarix africana a pour synonymes :
- Tamarix africana var. brevistyla Trab. ex Maire in Bull. Soc. Hist. Nat. Afrique N. 26: 193 (1935)
- Tamarix africana var. brivesii Maire & Trab. in Bull. Soc. Hist. Nat. Afrique N. 24: 206 (1932)
- Tamarix africana var. ducellieri Trab. ex Maire in Bull. Soc. Hist. Nat. Afrique N. 26: 193 (1935)
- Tamarix africana var. fluminensis (Maire) B.R.Baum in Gen. Tamarix: 109 (1978)
- Tamarix africana var. laxiflora J.Gay in J.A.Battandier & L.C.Trabut, Fl. Algérie, Dicot.: 322 (1889)
- Tamarix africana f. leptostachya Maire in Bull. Soc. Hist. Nat. Afrique N. 31: 104 (1940)
- Tamarix africana var. microstachys Maire in Bull. Soc. Hist. Nat. Afrique N. 27: 215 (1936)
- Tamarix africana var. palasyana Maire in Bull. Soc. Hist. Nat. Afrique N. 27: 215 (1936)
- Tamarix africana var. saharae J.Gay in J.A.Battandier & L.C.Trabut, Fl. Algérie, Dicot.: 322 (1889)
- Tamarix africana var. weilleri Maire in Bull. Soc. Hist. Nat. Afrique N. 26: 193 (1935)
- Tamarix africana var. wilczekii Maire in Bull. Soc. Hist. Nat. Afrique N. 26: 193 (1935)
- Tamarix allorgeana Sennen & Mauricio in É.M.G.Sennen, Diagn. Nouv.: 232 (1936)
- Tamarix allorgei Sennen & Mauricio in Cat. Fl. Rif Orient.: 147 (1933), nom. nud.
- Tamarix brachystilis var. fluminensis Maire in Bull. Soc. Hist. Nat. Afrique N. 26: 184 (1935)
- Tamarix brachystylis var. fluminensis Maire in Bull. Soc. Hist. Nat. Afrique N. 26: 192 (1935)
- Tamarix calarantha Pau in Mem. Mus. Ci. Nat. Barcelona, Ser. Bot. 1(1): 43 (1922)
- Tamarix castellana Pau & Villar in Brotéria, Sér. Bot. 23: 107 (1927)
- Tamarix castellana f. rosea Pau & Villar in Brotéria, Sér. Bot. 23: 109 (1927)
- Tamarix celtiberica Sennen & Elías in Bol. Soc. Ibér. Ci. Nat. 27: 66 (1928)
- Tamarix font-queri Maire & Trab. in M.L.Emberger, Pl. Marocc. Nov. 1: 1 (1929)
- Tamarix gallica var. pleiandra Maire in Bull. Soc. Hist. Nat. Afrique N. 26: 192 (1935)
- Tamarix gallica subsp. speciosa Ball in J. Bot. 11: 301 (1873), nom. illeg.
- Tamarix getula Batt. in Bull. Soc. Bot. France 54: 254 (1907)
- Tamarix hieronymi Sennen in Diagn. Nouv.: 148 (1936)
- Tamarix hispanica Boiss. in Diagn. Pl. Orient., ser. 2, 2: 56 (1856)
- Tamarix longebracteolata Sennen in Exsicc. (Pl. Espagne) 1926: n.° 5735 (1926)
- Tamarix ludibunda Maire in Contr. Étude Fl. Afr. N., reimpr. 21: 1 (1933)
- Tamarix malacitana Pau in Mem. Mus. Ci. Nat. Barcelona, Ser. Bot. 1(1): 43 (1922)
- Tamarix malenconiana Maire in Bull. Soc. Hist. Nat. Afrique N. 26: 194 (1935)
- Tamarix mauritii Sennen in Diagn. Nouv.: 233 (1936)
- Tamarix praecox Port. ex Bunge in Tent. Gen. Tamar.: 40 (1852)
- Tamarix segobricensis Pau in Butl. Inst. Catalana Hist. Nat. 18: 160 (1918)
- Tamarix speciosa Ball in J. Linn. Soc., Bot. 16: 372 (1877), nom. illeg.
- Tamarix speciosa var. acutibracteata Maire in Bull. Soc. Hist. Nat. Afrique N. 29: 410 (1938)
- Tamarix speciosa var. calarantha (Pau) Maire in Bull. Soc. Hist. Nat. Afrique N. 29: 410 (1938)
- Tamarix speciosa var. font-queri (Maire & Trab.) Maire in É.Jahandiez & al., Cat. Pl. Maroc 2: 488 (1932)
- Tamarix speciosa var. getula (Batt.) Maire in É.Jahandiez & al., Cat. Pl. Maroc 2: 488 (1932)
- Tamarix speciosa subsp. ludibunda (Maire) Maire in É.Jahandiez & al., Cat. Pl. Maroc 3: 900 (1934)
- Tamarix speciosa var. tingitana (Pau) Maire in É.Jahandiez & al., Cat. Pl. Maroc 2: 488 (1932)
- Tamarix theodori Sennen in Exsicc. (Pl. Espagne) 1926: n.° 5945 (1926)
- Tamarix tingitana Pau in Mem. Real Soc. Esp. Hist. Nat. 12: 293 (1924)
- Tamarix uncinatifolia Sennen in Ann. Soc. Linn. Lyon, n.s., 73: 9 (1926-1927 publ. 1928)
- Tamarix viciosoi Pau & Villar in Brotéria, Sér. Bot. 23: 109 (1927)

## Menaces et conservation
L'aire de répartition de l'espèce est vaste et, bien que les effectifs et les tendances de la population ne soient pas connus, il est probable qu'ils dépassent largement les seuils de menace. En Espagne et au Portugal, la pollution de l'eau et le changement d'utilisation des terres (au profit de l'agriculture) pourraient avoir un impact sur l'habitat de cette espèce. Les quelques menaces ne sont cependant pas considérées comme significatives, et l'espèce est évaluée comme étant de « préoccupation mineure » (LC) par l'UICN (9 avril 2024).